# Фасетный поиск
Фасетный поиск (также фасетная навигация или фасетный просмотр) — метод доступа к информации, с использованием одновременно нескольких фильтров — фасетов. Организуется в соответствии с фасетной классификацией.
Для использования фасетного поиска каждая информационная единица классифицируется по нескольким явным характеристикам (фасетам). Фасетный поиск противопоставляется таксономическому порядку фильтрации и упорядочивания.
Фасетные свойства могут быть получены путем анализа текста информационного элемента, извлекая характеристики. Либо набором ранее существовавших в базе данных полей (например, автор, язык, формат, время на чтение). Таким образом, существующие веб-страницы могут получить дополнительную навигацию, через фасетный поиск.
В 2006 году по вопросам фасетного поиска в Сиетле был проведён семинар.

## Разработка концепции
Ассоциация вычислительной техники в рамках SIGIR представил такое описание роли фасетного поиска:
- Навигационный поиск, использующий иерархическую структуру (таксономию), где пользователи последовательно просматривают информационное пространство, сужая область поиска в заданном порядке, как в DMOZ или Yahoo! каталоге[2].
- Прямой поиск, использующий текстовые запросы и показывающий наиболее релевантные (подходящие) результаты выше прочих. Так работают все поисковые системы: Google, Yandex, Rambler[2].

SIGIR утверждает, что прямой поиск встал на господствующие позиции, когда как навигационный поиск всё менее популярен. Фасетный поиск позволяет перемещаться по многомерному информационному пространству через объединение текстового поиска с постепенным сужением выбора в каждом измерении. Это доминирующий механизм на сайтах электронной торговли. На момент 2006 года он распространяется на слабоструктурированные данные и теги (произвольных меток).

## Использование в торговле
Фасетный поиск широко используется в коммерции, например, интернет-магазинах и библиотеках. Всё больше разработчиков предоставляют программные решения для фасетного поиска.
Розничные интернет-магазины, как правило, дают возможность выбора по типу товара, марке, цене.
В начале 2000-х ритейлеры начали использовать фасетный поиск. Сравнение 2014 года 50 крупнейших американских интернет-магазинов показывает, что, несмотря на преимущества фасетного поиска, только 40% сайтов внедрили его.

## Библиотечное дело
В 1933 году библиотекарь Шиали Рамамрита Ранганатан предложил фасетную классификацию для книг, которая теперь известна как Colon classification. Однако, она не смогла заменить более популярную десятичную классификацию Дьюи.
Современные электронные библиотечные каталоги, все чаще используют фасетный поиск. Например, Online Computer Library Center, WorldCat и CiteSeerX.